# Luigi Mainoni
Luigi Mainoni (Scandiano, 1804 – Modena, 1853) è stato uno scultore italiano, oltre che professore di scultura all'accademia di Modena.

## Biografia
È stato un professore di scultura per circa venti anni presso l'Accademia Atestina di Belle Arti in Modena. Socio della Accademia Tiberina in Roma, eletto tra gli Arcadi in Roma con il nome di Agasia Numicio, professore onorario dell'Accademia di belle arti di Carrara, accademico d'onore della Pontificia Accademia di Bologna e dell'Accademia di belle arti di Parma.
Sono del Mainoni i busti degli scandianesi illustri (Boiardo, Magati, Vallisneri, Spallanzani, Venturi), sue prime importanti opere giovanili. Ha realizzato opere di assoluto rilievo artistico: il monumento sepolcrale in marmo al Duca Giovanni Torlonia nella Basilica di San Giovanni in Laterano, il monumento votivo "in plastica" nella chiesa di San Francesco in Modena, il monumento funerario alla duchessa estense Maria Beatrice Vittoria di Savoia nella chiesa di San Vincenzo in Modena, il monumento dedicato al letterato Giulio Perticari nella chiesa di San Giovanni dei Frati Minori dell'Osservanza di Pesaro.